# Lapta (Spiel)

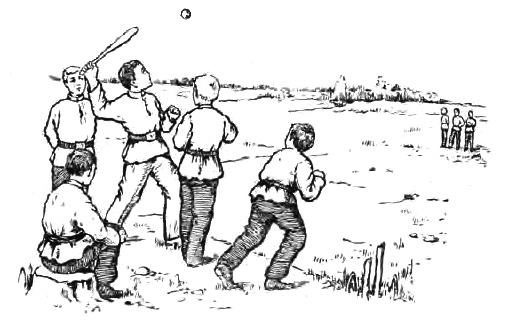
Lapta

Lapta (Лапта) ist eine russische Ballsportart (Schlagballspiel), ähnlich dem deutschen Schlagball oder dem rumänischen Oină.
Hölzerne Schläger und Lederbälle, deren Herkunft man auf das 14. Jahrhundert datiert, wurden der Russischen Lapta-Föderation zufolge in Weliki Nowgorod gefunden. Das Spiel könnte von russischen Siedlern um 1840 an die Westküste der USA mitgebracht worden sein. 1935 beanspruchte die Sowjetunion deshalb offiziell, Baseball sei eine russische Erfindung.
Als prominentester Spieler gilt der revolutionäre Weggefährte Lenins, Leo Trotzki, der später von Stalin aus Regierung, Partei und Staat gedrängt, ins Exil nach Mexiko ging.
Seit 1958 gibt es Meisterschaften der Russischen Föderation, und seit 1959 steht das Spiel auch auf dem Programm der Spartakiaden der RSFSR.
Das Wort Lapta heißt übersetzt „Schlagholz“ und bezeichnet den ca. 120 cm langen und im Durchmesser 4 cm breiten hölzernen Schläger, mit dem der Ball getroffen werden muss. Das rechteckige Spielfeld ist 70 m lang und 35 m breit. An beiden Stirnseiten sind je eine 15 m tiefe Basis abgetrennt, von denen nach einem Hin- und Zurücklaufen die  Heimbasis wieder erreicht werden muss, um Punkte zu erzielen. Ein Spiel dauert 2 × 30 Minuten.